# Aérodrome des Grands Lacs
L’Aérodrome des Grands Lacs, situé à Biscarrosse et Parentis-en-Born (code OACI : LFBS) comprend un aérodrome ouvert à la circulation aérienne publique (CAP) et un hydroaérodrome agréé à usage restreint, situés à 3,5 km au sud-est de Biscarrosse dans les Landes (région Nouvelle-Aquitaine, France).
Il est utilisé pour la pratique d’activités de loisirs et de tourisme (aviation légère et aéromodélisme).
Depuis le 1er janvier 2007, il est géré par la Communauté de Communes des Grands Lacs.

## Histoire
C'est dans les années 1930 que le terrain actuel était choisi par Pierre Georges Latécoère pour devenir le lieu de montage et d'essais des plus grands hydravions français, de l'Aéropostale, puis du transport de passagers entre Biscarrosse et New-York (plan d'eau Biscarrosse Hydrobase code OACI : LFHB) dont notamment Air France.
Dès novembre 1940, le préfet des Landes prenait un arrêté déclarant d'utilité publique et d'urgence les travaux de création de cet aérodrome qui prendra momentanément le nom de Biscarrosse - Lahitte avant de recevoir celui actuel de Biscarrosse - Parentis.
L'aérodrome était associé à la base transatlantique de Biscarrosse - Hourtiquets qui devenait entre 1930 et 1950, la première base européenne d'hydraviation.
C'est en 1953 que fut créé sur l’aérodrome le Centre National de Parachutisme sous l'égide de l'aviation civile qui avait pour mission  la formation des cadres du parachutisme civil mais en 1972, le centre passait sous le giron du ministère des sports.
Le centre devenait un lieu de formation au pilotage des personnels techniques de la Direction de la Navigation Aérienne (D.N.A.) puis en 1989, à la suite d'une profonde restructuration, la formation initiale des élèves pilotes de lignes (EPL) sous l'égide de l'Ecole Nationale de l'Aviation Civile (ENAC) qui a accueilli 120 stagiaires en 2021.
D'ici 2027, la communauté des Grands Lacs souhaite y créer un pôle d’excellence et d’innovation avec une nouvelle piste d'atterrissage et l'accueil de nouvelles entreprises.

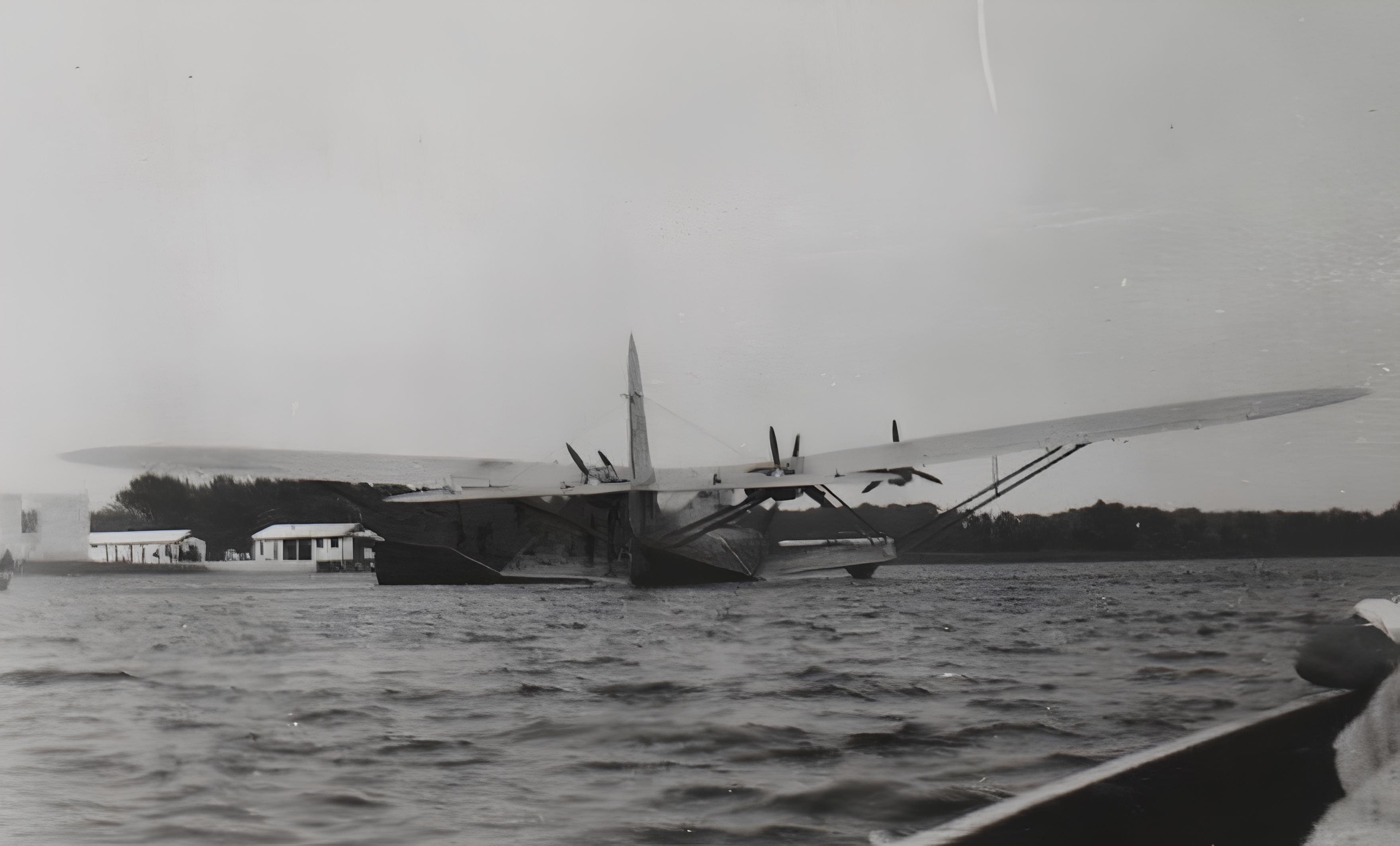
Latécoère 521 à Biscarosse en 1934.
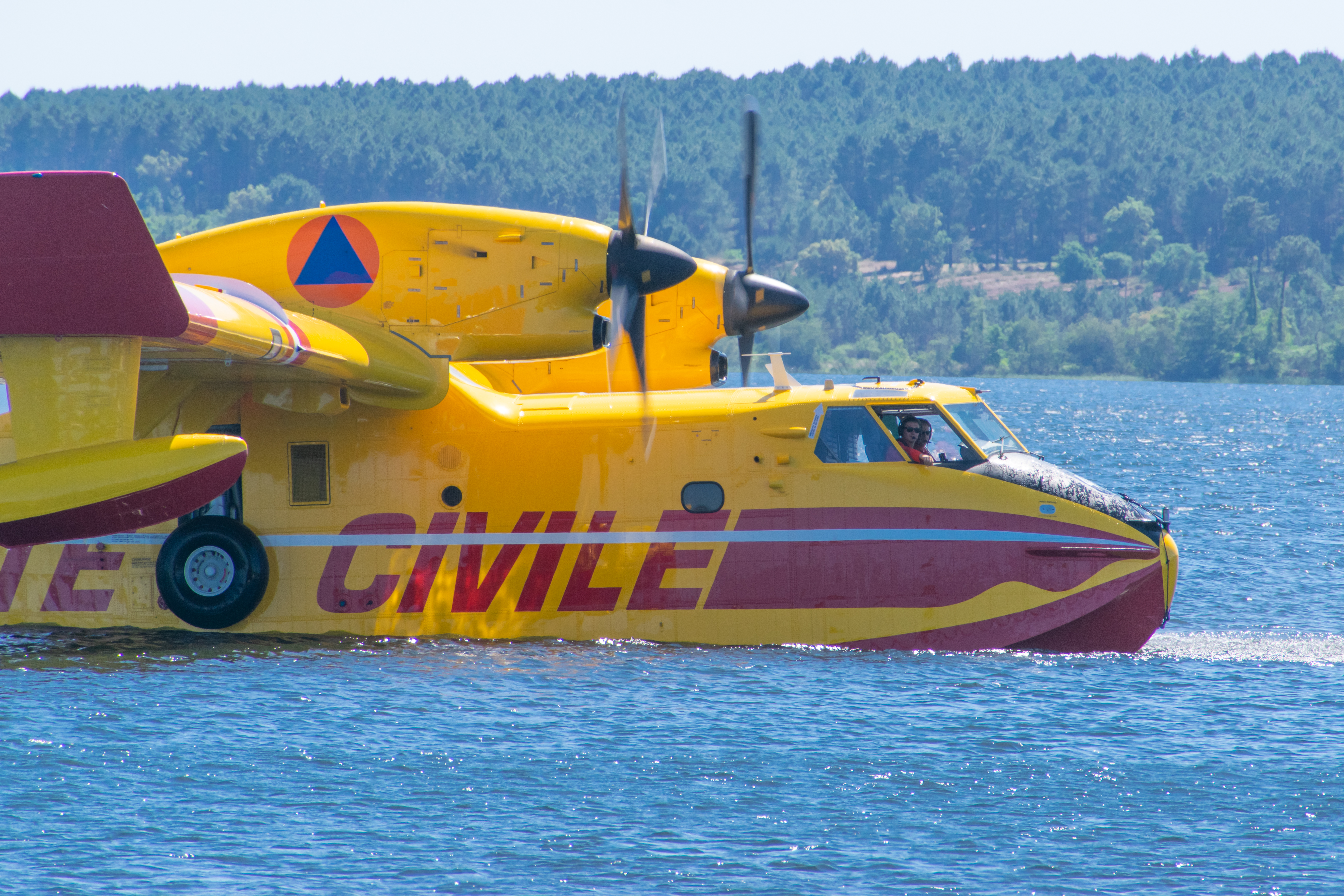
Canadair sur le lac de Biscarrosse.

## Installations
L’Aérodrome des Grands Lacs dispose de trois pistes :
- une piste bitumée orientée est-ouest (09/27) longue de 800 mètres et large de 20. Elle est dotée :
  - d’un balisage diurne et nocturne,
  - d’un indicateur de plan d’approche (PAPI) pour le sens d’atterrissage 27 ;
- une piste en herbe orientée est-ouest (09/27) longue de 1 300 mètres et large de 60, accolée à la première et réservée aux planeurs ;
- une piste orientée sud-nord (14/32) longue de 700 mètres et large de 60, réservée aux avions basés.

L’hydroaérodrome dispose d’un plan d’eau douce (étang de Biscarrosse et de Parentis).
L'Aérodrome des Grands Lacs est contrôlé et agréé avec limitations pour le vol à vue (VFR) de nuit.
L’avitaillement en carburant (100LL) est possible.

## Activités
- ACBE (Aéroclub de Biscarrosse des Personnels de l'ENAC)

- Aéroclub des Grands Lacs
- Biscarrosse Olympique Planeurs
- Aquitaine Hydravions - Aéroclub Régional Henri Guillaumet
- Vol des Aigles
- Jet Systems Hélicoptères
- École nationale de l'aviation civile (anciennement centre SEFA)
- Association Jean Cyrius
- Grands Lacs Aéroclassic
- APAB (Association pour la Préservation de l'activité Aéronautique, de la faune et de la flore du Born)